# Heinz Frehsee

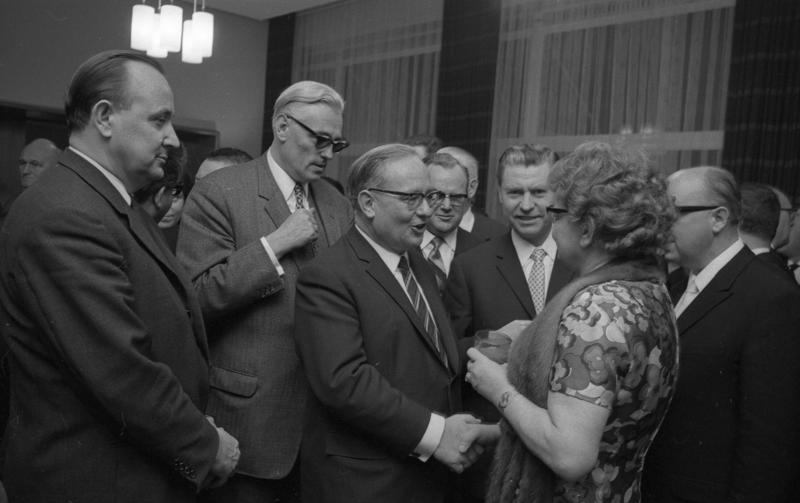
Heinz Frehsee (3 v. l.) in Bonn im April 1967

Heinz Frehsee (* 30. August 1916 in Stobnitt/Ostpreußen; † 17. September 2004) war ein deutscher Politiker der SPD.

## Leben und Beruf
Frehsee, der evangelischen Glaubens war, besuchte das „Deutsche Privat-Gymnasium“ in Westpreußen, wo er 1935 sein Abitur ablegte. Anschließend absolvierte er bis 1937 eine landwirtschaftliche Lehre. Nach dem Reichsarbeitsdienst wurde er Gutsverwalter in Thüringen. Im Zweiten Weltkrieg war er Soldat, zeitweise unterbrochen durch ein landwirtschaftliches Studium an der Universität Leipzig.
Nach dem Zweiten Weltkrieg kam Frehsee als Heimatvertriebener nach Westdeutschland. Er arbeitete zunächst als Sägewerks- und Landarbeiter, wurde aber bereits 1947 als Kreissekretär in Uelzen hauptamtlicher Mitarbeiter der Gewerkschaft Gartenbau, Land- und Forstwirtschaft. 1949 wurde er Leiter der Abteilungen Lohn- und Tarifpolitik sowie Agrarpolitik beim Bundesvorstand. Von 1956 bis 1959 war er schließlich Bundesvorsitzender seiner Gewerkschaft und auch Mitglied des DGB-Bundesvorstandes. 1949 bis 1955 war Frehsee auch Vizepräsident der Landwirtschaftskammer Hannover und anschließend Vorstandsmitglied. Er gehörte auch dem Exekutivkomitee der Internationalen Landarbeiterföderation an. Von 1956 bis 1991 gehörte er dem Kuratorium der Agrarsozialen Gesellschaft in Göttingen an.

## Abgeordneter
Frehsee gehörte dem Deutschen Bundestag von 1953 bis 1976 an und erreichte das Direktmandat im Bundestagswahlkreis Hameln-Springe. 1960 war er einer der Vorkämpfer für das erste Kinderarbeitsschutzgesetz in Deutschland. Von 1965 bis 1972 war er Vorsitzender der Bau- und Raumkommission des Bundestagsvorstandes. Von 1969 bis 1972 war Frehsee Erster Parlamentarischer Geschäftsführer der SPD-Bundestagsfraktion, nachdem er seit dem 27. Januar 1967 schon Zweiter Fraktionsgeschäftsführer gewesen war.
Vom 14. Februar 1973 bis zum 19. Januar 1977 war er außerdem auch Mitglied des Europaparlaments.

## Ehrungen
- 1968: Verdienstkreuz 1. Klasse der Bundesrepublik Deutschland
- 1973: Großes Verdienstkreuz der Bundesrepublik Deutschland[2]
- 1976: Großes Verdienstkreuz mit Stern der Bundesrepublik Deutschland